# Yeah! (bài hát của Usher)
"Yeah!" là một bài hát của nghệ sĩ thu âm người Mỹ Usher hợp tác với rapper Lil Jon và Ludacris nằm trong album phòng thu thứ tư của anh, Confessions (2004). Nó được phát hành vào ngày 27 tháng 1 năm 2004 bởi Arista Records như là đĩa đơn đầu tiên trích từ album. Ban đầu, Usher quyết định chọn "Burn" làm đĩa đơn chủ đạo cho Confessions, nhưng sau khi được thuyết phục bởi hãng đĩa, nam ca sĩ đã thay đổi suy nghĩ và phát hành "Yeah!" trước. Bài hát được viết lời bởi Christopher Bridges, LRoc, Lil Jon, LaMarquis Jefferson, Patrick Smith, Raul "RAZ" Zeballos và Sean Garrett, trong khi phần sản xuất được đảm nhiệm bởi Jon. Đây là một bản R&B kết hợp với phong cách của pop-rap và crunk mang nội dung đề cập đến một người đàn ông đã phản bội người yêu của mình, trong đó anh đến một câu lạc bộ và tán tỉnh một cô gái khác khi bạn gái của anh không có mặt ở đó.
Sau khi phát hành, "Yeah!" nhận được những phản ứng tích cực từ các nhà phê bình âm nhạc, trong đó họ đánh giá cao giai điệu thích hợp với những câu lạc bộ cũng như quá trình sản xuất của nó. Ngoài ra, chất giọng của Usher thể hiện trong bài hát và sự tham gia của Ludacris cũng được giới phê bình khen ngợi. "Yeah!" cũng tiếp nhận những thành công vượt trội về mặt thương mại, đứng đầu các bảng xếp hạng ở Úc, Áo, Canada, Đan Mạch, Pháp, Đức, Ireland, Hà Lan, New Zealand, Na Uy, Thụy Sĩ và Vương quốc Anh, và lọt vào top 10 ở hầu hết những quốc gia nó xuất hiện, bao gồm vươn đến top 5 ở nhiều thị trường lớn như Bỉ, Ý và Thụy Điển. Tại Hoa Kỳ, nó đạt vị trí số một trên bảng xếp hạng Billboard Hot 100 trong 12 tuần liên tiếp, trở thành đĩa đơn quán quân thứ tư của Usher, đầu tiên của Jon và thứ hai của Ludacris tại đây. Đồng thời, "Yeah!" cũng là đĩa đơn thành công nhất Hot 100 của năm 2004 và thứ hai của thập niên 2000, và chỉ bị thay thế bởi đĩa đơn tiếp theo của nam ca sĩ, "Burn".
Video ca nhạc cho "Yeah!" được đạo diễn bởi Mr. X, trong đó bao gồm những cảnh Usher trình diễn vũ đạo dưới ánh đèn laser xanh và ở một câu lạc bộ, nơi anh gặp và tán tỉnh một cô gái. Nó đã liên tục nhận được nhiều lượt yêu cầu phát sóng trên những kênh truyền hình âm nhạc như MTV, VH1 và BET, cũng như nhận được ba đề cử tại giải Video âm nhạc của MTV năm 2004 cho Video của năm, Video xuất sắc nhất của nam ca sĩ và Video Dance xuất sắc nhất, và chiến thắng hai giải sau. Để quảng bá bài hát, Usher đã trình diễn "Yeah!" trên nhiều chương trình truyền hình và lễ trao giải lớn, bao gồm Late Night with Conan O'Brien, Saturday Night Live, Top Of The Pops và giải Video âm nhạc của MTV năm 2004, cũng như trong tất cả những chuyến lưu diễn của anh kể từ Truth Tour (2004).
Được ghi nhận là bài hát trứ danh trong sự nghiệp của nam ca sĩ, bài hát đã được hát lại và sử dụng làm nhạc mẫu bởi nhiều nghệ sĩ, như Taylor Swift và dàn diễn viên của Glee, cũng như xuất hiện trên nhiều tác phẩm điện ảnh và truyền hình, như Hitch, The Hangover, The Interview, House và Getaway. Ngoài ra, "Yeah!" còn gặt hái vô số giải thưởng và đề cử tại những lễ trao giải quan trọng, bao gồm giải thưởng âm nhạc Billboard năm 2004 cho Đĩa đơn Hot 100 của năm và ba đề cử giải Grammy cho Thu âm của năm, Bài hát R&B xuất sắc nhất và Trình diễn Rap/Hát xuất sắc nhất tại lễ trao giải thường niên lần thứ 47, và chiến thắng một giải sau.

## Danh sách bài hát
| Tải kĩ thuật số 1. "Yeah!" – 4:10 2. "Yeah!" – 4:10 Yeah! – EP 1. "Yeah!" – 4:10 2. "Red Light" – 4:48 3. "Sweet Lies" – 4:09 4. "Yeah!" Reggaeton phối lại (không lời) – 4:09 | Đĩa CD #1 tại Anh quốc 1. "Yeah!" – 4:10 2. "Red Light" – 4:48 Đĩa CD #2 tại Anh quốc 1. "Yeah!" – 4:10 2. "Red Light" – 4:48 3. "Sweet Lies" – 4:09 4. "Yeah!" (không lời) – 4:09 |

## Xếp hạng
| Bảng xếp hạng (2004)                     | Vị trí cao nhất |
| ---------------------------------------- | --------------- |
| Úc (ARIA)                                | 1               |
| Áo (Ö3 Austria Top 40)                   | 1               |
| Bỉ (Ultratop 50 Flanders)                | 2               |
| Bỉ (Ultratop 50 Wallonia)                | 1               |
| Canada (Canadian Singles Chart)          | 1               |
| Đan Mạch (Tracklisten)                   | 1               |
| Châu Âu (European Hot 100 Singles)       | 1               |
| Phần Lan (Suomen virallinen lista)       | 17              |
| Pháp (SNEP)                              | 1               |
| Đức (Official German Charts)             | 1               |
| Hy Lạp (IFPI Greece)                     | 6               |
| Hungary (Single Top 40)                  | 2               |
| Hungary (Dance Top 40)                   | 1               |
| Ireland (IRMA)                           | 1               |
| Ý (FIMI)                                 | 3               |
| Hà Lan (Dutch Top 40)                    | 1               |
| Hà Lan (Single Top 100)                  | 1               |
| New Zealand (Recorded Music NZ)          | 1               |
| Na Uy (VG-lista)                         | 1               |
| Romania (Romanian Top 100)               | 5               |
| Scotland (OCC)                           | 2               |
| Tây Ban Nha (PROMUSICAE)                 | 13              |
| Thụy Điển (Sverigetopplistan)            | 4               |
| Thụy Sĩ (Schweizer Hitparade)            | 1               |
| Anh Quốc (OCC)                           | 1               |
| Anh Quốc R&B (OCC)                       | 1               |
| Hoa Kỳ Billboard Hot 100                 | 1               |
| Hoa Kỳ Hot R&B/Hip-Hop Songs (Billboard) | 1               |
| Hoa Kỳ Pop Airplay (Billboard)           | 1               |
| Hoa Kỳ Rhythmic (Billboard)              | 1               |

| Bảng xếp hạng (2004)                 | Vị trí |
| ------------------------------------ | ------ |
| Australia (ARIA)                     | 28     |
| Austria (Ö3 Austria Top 75)          | 7      |
| Belgium (Ultratop 50 Flanders)       | 10     |
| Belgium (Ultratop 40 Wallonia)       | 5      |
| Denmark (Tracklisten)                | 3      |
| Europe (European Hot 100 Singles)    | 4      |
| France (SNEP)                        | 26     |
| Germany (Official German Charts)     | 3      |
| Ireland (IRMA)                       | 8      |
| Italy (FIMI)                         | 6      |
| Japan (Tokyo Hot 100)                | 10     |
| Netherlands (Dutch Top 40)           | 10     |
| Netherlands (Single Top 100)         | 13     |
| New Zealand (Recorded Music NZ)      | 2      |
| Romania (Romanian Top 100)           | 33     |
| Sweden (Sverigetopplistan)           | 12     |
| Switzerland (Schweizer Hitparade)    | 4      |
| UK Singles (Official Charts Company) | 5      |
| US Billboard Hot 100                 | 1      |
| US Hot R&B/Hip-Hop Songs (Billboard) | 2      |
| US Pop Songs (Billboard)             | 1      |
| US Rhythmic (Billboard)              | 1      |

| Bảng xếp hạng (2000-09)              | Vị trí |
| ------------------------------------ | ------ |
| Austria (Ö3 Austria Top 40)          | 43     |
| Germany (Official German Charts)     | 70     |
| US Billboard Hot 100                 | 2      |
| US Hot R&B/Hip-Hop Songs (Billboard) | 18     |
| US Pop Songs (Billboard)             | 9      |

| Bảng xếp hạng            | Vị trí |
| ------------------------ | ------ |
| US Billboard Hot 100     | 16     |
| US Pop Songs (Billboard) | 36     |

## Chứng nhận
}}
| Quốc gia | Chứng nhận  | Số đơn vị/doanh số chứng nhận |
| --- | ----------- | ----------------------------- |
| Úc (ARIA) | Bạch kim    | 70.000^                       |
| Áo (IFPI Áo) | Vàng        | 15.000*                       |
| Bỉ (BEA) | Bạch kim    | 30.000*                       |
| Canada (Music Canada) Đĩa cứng | Bạch kim    | 80,000^                       |
| Canada (Music Canada) Nhạc số | Vàng        | 40,000^                       |
| Đan Mạch (IFPI Đan Mạch) | Vàng        | 30,000^                       |
| Đức (BVMI) | 2× Bạch kim | 1.000.000‡                    |
| Ý (FIMI) | Vàng        | 25.000‡                       |
| Nhật Bản (RIAJ) | Vàng        | 100,000*^                     |
| New Zealand (RMNZ) | 2× Bạch kim | 30.000*                       |
| Na Uy (IFPI) | Bạch kim    | 0*                            |
| Thụy Điển (GLF) | Vàng        | 20,000^                       |
| Thụy Sĩ (IFPI) | Bạch kim    | 30,000^                       |
| Anh Quốc (BPI) | Bạch kim    | 600.000‡                      |
| Hoa Kỳ (RIAA) | Bạch kim    | 4,000,000                     |
| * Chứng nhận dựa theo doanh số tiêu thụ. ^ Chứng nhận dựa theo doanh số nhập hàng. ‡ Chứng nhận dựa theo doanh số tiêu thụ và phát trực tuyến. |             |                               |